# Тимминс
Тимминс (англ. Timmins — город на северо-востоке провинции Онтарио, Канада, расположенный на реке Маттагами. Город является четвёртым по величине городом в Северо-Восточном Онтарио с населением 41 145 человек (2021).
Город назван в честь братьев Тимминс, которые были влиятельными финансистами горнодобывающей промышленности и считаются одними из самых значительных отцов-основателей канадской горнодобывающей промышленности.
Экономика города основана на добыче природных ресурсов и поддерживается отраслями, связанными с лесозаготовками, а также добычей золота, цинка, меди, никеля и серебра. Тимминс выполняет функции регионального сервисного и распределительного центра. В городе проживает большое франкоязычное сообщество, более 50 % которого владеют французским и английским языками.
В 1973 году 35 поселков площадью 1260 квадратных миль, включая Поркьюпайн, Саут-Поркьюпайн, Шумахер и Тимминс, были объединены в город Тимминс.
В 1990-х годах город Тимминс стал региональным сервисным и распределительным центром для Северо-Восточного Онтарио.

## История
Исследования, проведенные археологами, показывают, что человеческому поселению в этом районе по меньшей мере 6000 лет; считается, что самые древние найденные следы принадлежат кочевому народу архаической культуры Щита.
Вплоть до контакта с поселенцами земля принадлежала коренным народам Маттагами. Договор номер девять от 1906 года отодвинул это племя на северную сторону озера Маттагами, на месте фактории Гудзонова залива, впервые основанной в 1794 году. В 1950-х годах резервация была перенесена на южную сторону озера, на его нынешнее местоположение.

## Золотые прииски
Открытие золота в лагере Дикобразов в первые годы 20-го века привлекли инвесторов в этот район.
Согласно местному фольклору, 9 июня 1909 года Гарри Престон поскользнулся на скалистом холме, и каблуки его ботинок содрали мох, обнажив большую золотую жилу, которая позже стала рудником Доум. Другая теория о том, как было обнаружено золото в регионе Тимминс, заключается в том, что местный житель привел Гарри Престона к месту, где, как он знал, будет найдено золото. Это, однако, всего лишь фольклор, широко известный жителям Тимминса. Исторически точный отчет о самой первой находке золота в этом районе остается неизвестным.
Золотые прииски пришли в упадок в 1950-х годах.

## Климат
Тимминс находится недалеко от северной периферии гемибореального влажного континентального климата (по ККК). В Тимминсе, расположенном в Северном Онтарио, очень холодные зимы, а температуры в конце лета и осенью, как правило, одни из самых холодных среди крупных городов во всех канадских провинциях. Весной и летом температура может значительно повышаться. Самая высокая температура, когда-либо зарегистрированная в Тимминсе, составила 39,4 °C 12 июля 1936 года. Самая холодная температура, когда-либо зарегистрированная, составила −45,6 °C 1 февраля 1962 года.

## Демография
По данным переписи населения 2021 года, проведенной Статистическим управлением Канады, население Тимминса составляло 41 145 человек, проживавших в 17 886 из 19 390 домовладениях, что на 1,5 % меньше, чем в 2016 году, когда численность населения составляла 41 788 человек. При площади суши 2955,33 км². плотность населения в 2021 году составляла 13,9 чел./кв.км.
| перепись населения 2016 года                             | перепись населения 2016 года                             | численность | % от общей численности |
| -------------------------------------------------------- | -------------------------------------------------------- | ----------- | ---------------------- |
| Евро-канадцы                                             | Евро-канадцы                                             | 36,397      | 87.1                   |
| Видимое меньшинство                                      | Афро-канадцы                                             | 185         | 0.4                    |
| Видимое меньшинство                                      | Южно-азиаты                                              | 160         | 0.4                    |
| Видимое меньшинство                                      | Филиппино-канадцы                                        | 135         | 0.3                    |
| Видимое меньшинство                                      | канадцы китайского происхождения                         | 125         | 0.3                    |
| Видимое меньшинство                                      | канадцы латино-американского происхождения               | 75          | 0.2                    |
| Видимое меньшинство                                      | выходцы из юго-восточной Азии                            | 30          | 0.1                    |
| Видимое меньшинство                                      | другие представители видимого меньшинства                | 95          | 0.2                    |
| Общая численность видимого меньшинства                   | Общая численность видимого меньшинства                   | 785         | 1.9                    |
| Коренные народы Канады                                   | Канадские метисы                                         | 2,305       | 5.5                    |
| Коренные народы Канады                                   | Индейцы Канады                                           | 2,245       | 5.4                    |
| Коренные народы Канады                                   | Инуиты                                                   | 50          | 0.1                    |
| Общая численность представителей коренных народов Канады | Общая численность представителей коренных народов Канады | 4,715       | 11                     |
| Общая численность                                        | Общая численность                                        | 41,788      | 100                    |

## Языковые группы
В Тимминсе, согласно переписи 2016 года, 63,7 % населения сообщили, что английский является их родным языком (англофоны), 35,6 % сообщили, что французский (франкофоны) является их родным языком, и 0,12 % сообщили, что неофициальный язык, ни английский, ни французский, не является их родным языком (аллофоны). 50,8 % населения владеют двумя языками — английским и французским.